# RT Aurigae

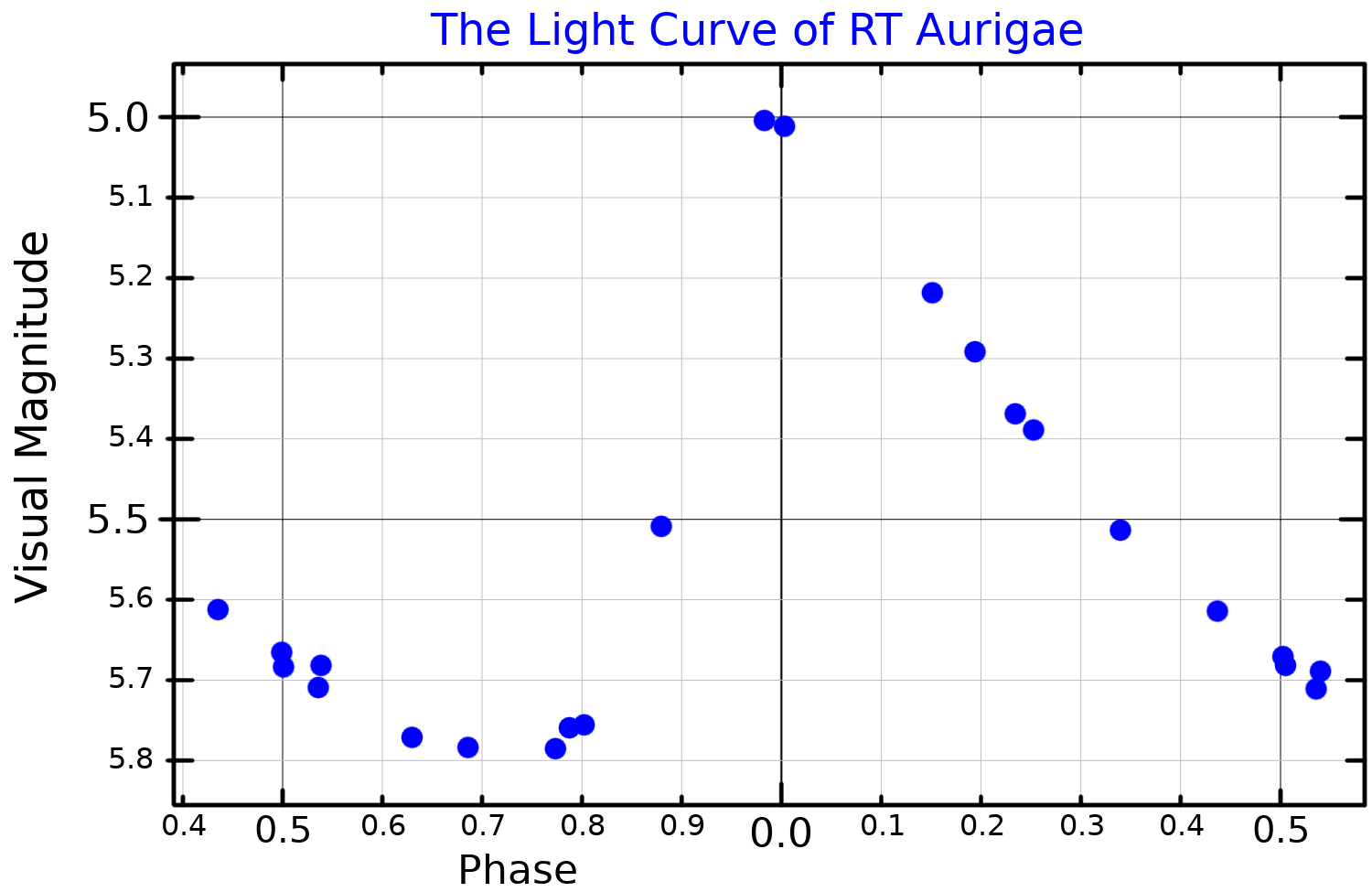
Curva de luz de RT Aurigae

RT Aurigae (RT Aur / 48 Aurigae / HD 45412) es una estrella en la constelación de Auriga.
Su distancia respecto al sistema solar es de 1360±108 años luz.
RT Aurigae es una variable cefeida, una de las más prominentes del cielo nocturno. Su brillo oscila entre magnitud aparente +5,00 y +5,82 a lo largo de un período de 3,7285 días, corto para este tipo de variables.
Al igual que el resto de cefeidas es una supergigante amarilla, cuyo tipo espectral es variable entre F4Ib y G1Ib.
Tiene una temperatura efectiva aproximada de 5640 K.
De gran tamaño, tiene un radio 35 veces más grande que el radio solar y su masa es 4,7 veces mayor que la del Sol.
Presenta una metalicidad algo más elevada que la del Sol; distintos estudios ofrecen un índice de metalicidad [Fe/H] comprendido entre +0,06 y +0,11.
Junto a X Cygni es una de las cefeidas que experimenta una mayor pérdida de masa estelar, lo que propicia la variación de su período a lo largo del tiempo.
En el caso de RT Aurigae se ha detectado una disminución en el mismo de 0,14 segundos por año.